# Gare de Gran
La gare de Gran est une gare ferroviaire de la Gjøvikbanen, située dans la commune de Gran. La gare  fut ouverte le 20 décembre 1900.

## Situation ferroviaire
Établie à 205.2 m d'altitude, la gare est située à 67.66 km d'Oslo.

## Service des voyageurs

### Accueil
La gare a un  parking et un parc à vélo. Il n'y a pas de guichet mais des automates ainsi qu'une salle d'attente, ouverte du lundi au samedi de 4h15 à 18h et le dimanche de 12h à 20h (entre le 1er octobre et le 1er mai).

### Desserte
La gare est desservie  par des trains locaux et régionaux en direction de Jaren, Gjøvik et Oslo. Tous les trains s'arrêtent à la gare.

### Intermodalité
Un arrêt de bus se situe à proximité de la gare ainsi qu'une station de taxi.